# Vasile Blaga
Vasile Blaga (Petrileni, 26 juli 1956) is een Roemeens politicus van de PNL. Sinds juli 2019 is hij lid van het Europees Parlement. Eerder was hij onder meer lid en voorzitter van de Roemeense senaat en minister in de Roemeense regering (2004–2010).

## Carrière
Nadat hij afstudeerde in 1981 aan de Technische Hogeschool “Traian Vuia” in Timișoara werd hij onder andere commercieel directeur van Hyperion in Stei, district Bihor.
Vasile Blaga begon zijn politieke loopbaan na de val van de communistische dictatuur van Nicolae Ceaușescu in 1989. Hij was president van de Nationale Raad van het Bevrijdingsfront (CFSN) waarna hij in 1991 president werd van de afdeling Bihor van het FSN.

### Parlementslid
Blaga was parlementslid voor het district Bihor van 1990 tot 1991 en nam plaats in de commissie van defensie en openbare veiligheid. In 1991 nam hij ontslag om daarna als prefect te worden aangesteld van datzelfde district tot 1997. Hij was een van de medeoprichters van de PD in 1991.
Na de verkiezingen van 1996 werd hij senator namens het district Bihor voor de Democratische Partij, waarbij hij onder andere deel uitmaakte van de commissie voor privatisering. In 2004 werd hij herkozen toen de PD deel uitmaakte van de Alliantie van Recht en Waarheid, maar dit keer namens de hoofdstad Boekarest waar hij naartoe verhuisd was.

### Minister
In datzelfde jaar (2004) werd Blaga benoemd tot minister van Interne Zaken in het kabinet-Popescu-Tăriceanu, onder leiding van premier Călin Popescu-Tăriceanu (PNL). Nadat in 2006 de PUR uit dit kabinet stapte en Tăriceanu zijn PD-ministers, onder wie Blaga, ontsloeg, viel de regering en volgden verkiezingen. De PD werd aangevuld met enkele ontevreden leden van de PNL en ging verder als de PDL.
Na de verkiezingen van 2008 volgde een kabinet van PDL en PSD onder leiding van PDL-voorzitter Emil Boc. Nadat Dan Nica (PSD) door Boc was ontslagen, volgde Vasile Blaga hem op als minister van Regionale Ontwikkeling en Huisvesting. Dit tot ongenoegen van de PSD, die uit de coalitie stapte. In 2009 werd een nieuwe regering voorgesteld waarbij de PSD werd vervangen door de Democratische Unie van Hongaren in Roemenië. Blaga werd in dit tweede kabinet-Boc wederom aangesteld als minister van Interne Zaken, maar moest al gauw in 2010 zijn ontslag aanbieden nadat ambtenaren van zijn eigen ministerie openlijk protesteerden tegen president Traian Băsescu.

### Senaatvoorzitter en partijleider
Vasile Blaga werd in 2011 aangesteld als voorzitter van de Senaat. Nadat de alliantie PNL en PSD onder de noemer Sociaal-Liberale Unie (Uniunea Social Liberală (USL)) de meerderheid wist te verkrijgen, werd Blaga aan de kant gezet door PNL-leider Crin Antonescu. Op deze manier kwam Blaga niet in aanmerking als interim-president mocht het referendum, waarbij Traian Băsescu het veld moest ruimen, een succes worden.
Na de dramatisch verlopen gemeenteraadsverkiezingen van 2012 nam Emil Boc ontslag als partijleider en werd Vasile Blaga verkozen tot interim-president van de PDL. In 2013 werd hij met een nipte meerderheid herkozen voor deze functie. President én PDL-lid Traian Băsescu liet zijn afkeur blijken en had liever Elena Udrea op deze plaats gezien. Udrea en Băsescu traden samen met enkele andere partijleden uit de partij om de PMP op te richten, al werd Băsescu niet direct ook lid. Bij de Europese verkiezingen van 2014 verloor de PDL wederom, waarna Blaga vervolgens de onderhandelingen leidde met de PNL (die inmiddels uit de USL gestapt was en waarbij Crin Antonescu was opgestapt) om tot een samenvoeging te komen. Nadat de PDL en PNL fuseerden in november 2014 werd Blaga co-voorzitter van de nieuwe PNL, naast Alina Gorghiu. Op 28 september 2016 legde hij die functie neer nadat een onderzoek wegens corruptie naar hem was gestart. In oktober 2017 sprak de rechtbank van Boekarest hem vrij van alle beschuldigingen.

### Europarlementariër
Bij de Europese parlementsverkiezingen van 2019 werd Blaga namens de PNL verkozen in het Europees Parlement.